# Boris Pistorius
Boris Ludwig Pistorius (født 14. marts 1960 i Osnabrück, Niedersachsen, Tyskland) er en tysk politiker (for SPD), der har været tysk forsvarsminister siden 19. januar 2023. Han har tidligere været indenrigs- og sportsminister i Niedersachsen og såvel vice- (1999-2002) som overborgmester (2006-2013) i Osnabrück. Fra 2017-2023 var han medlem af landdagen i Niedersachsen.
Pistorius har læst jura ved universiteterne i Osnabrück og Münster fra 1981 til 1987 efter at have været i militæret fra 1980-1981. Han har desuden studeret fransk ved Université Catholique de l’Ouest (fr) i Angers i Frankrig fra 1982-1983.
Hans hustru døde af kræft i 2015. Han har to døtre.